# 807 до н. е.

## Події
Похід ассирійців під проводом Ададнерарі ІІІ та цариці Семіраміди на державу Мана (сучасний Південний Азербайджан). Зіткнення з Урарту.

## Див. таеож
- Список керівників держав 800-их років до н. е.[d]